# Flugplatz Montmédy-Marville

i7
i11
i13
Der Aérodrome de Montmédy-Marville ist ein Flugplatz der Allgemeinen Luftfahrt, er liegt in der Region Grand Est im Département Meuse am westlichen Rand des Gebiets der Gemeinde Marville etwa 30 Kilometer nördlich von Verdun. Der Flugplatz wurde während des Kalten Kriegs als Militärflugplatz genutzt.

## Geschichte
Der Flugplatz Montmédy-Marville ist ein ehemaliger kanadischer und französischer Militärflugplatz.

### RCAF Station Marville
Nach Beginn des Koreakriegs begann die NATO mit Planungen zur Verstärkung ihrer in Europa stationierten Luftstreitkräfte. Im Oktober 1952 begannen in Folge die Bauarbeiten eines 315 ha großen Militärflugplatzes zwischen Marville und Montmédy.

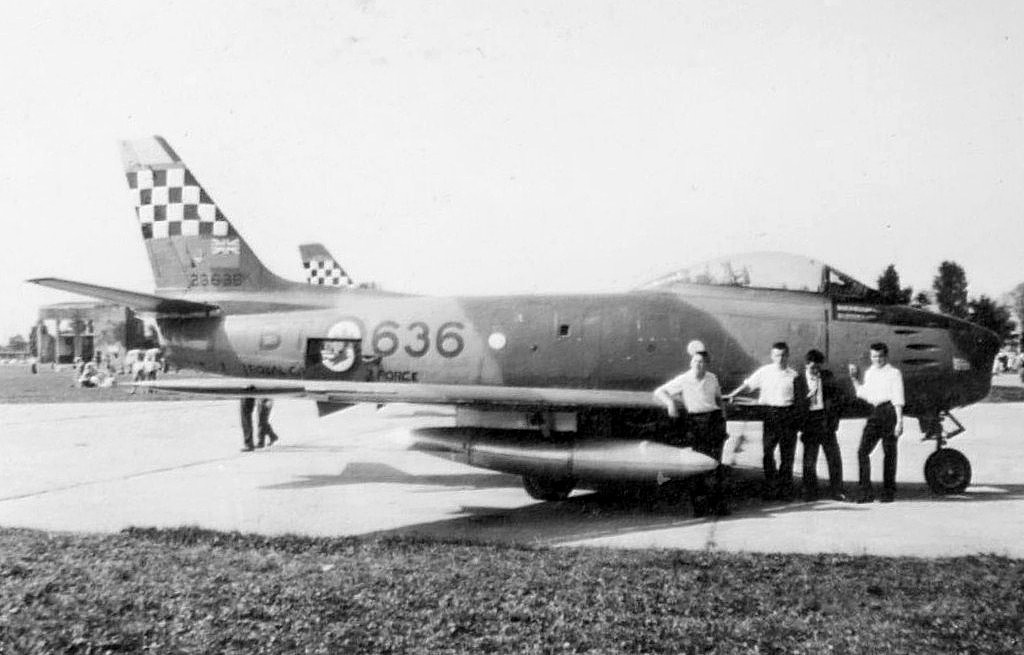
Sabre 6, 441 (F) Squadron 'Silver Fox', Giebelstadt (Bavaria, Germany) 1959

Im Frühjahr 1955 verlegte das 1. (Fighter) Wing Royal Canadian Air Force (RCAF) von seiner temporären Basis RAF North Luffenham in Mittelengland auf seinen neuen Heimatstützpunkt, die Royal Canadian Air Force Station Marville (kurz RCAF Station Marville) im Norden Lothringens. Dem (Jagd-)Geschwader unterstanden drei fliegende Staffeln, die 410., 439. und die 441. Squadron. Sie flogen North American Sabre  Mk.5 Tagjäger. Zusätzlich flog das Geschwader einige Lockheed CT-133. Das Geschwader unterstand seinerseits der 1 Canadian Air Division.
Die 410. Staffel wurde Anfang Oktober 1956 deaktiviert und einen Monat später durch die mit Allwetterjägern vom Typ Avro Canada CF-100 Mk.4B ausgerüstete 445. Squadron ersetzt.
Diese Staffel wurde Ende 1962 deaktiviert und im Frühjahr 1964 wurden die beiden verbliebenen Staffeln auf die Lockheed CF-104 Starfighter in der Aufklärungsversion umgerüstet. Ende März 1964 kam als dritte fliegende Einheit die zuvor in Grostenquin stationierte 109 Communications Flight mit ihren Douglas DC-3/C-47 nach Marville.
Nach der Ankündigung des französischen Staatspräsidenten de Gaulle im März 1966, aus der militärischen Struktur der NATO auszutreten, verlegte das 1. Geschwader im März 1967 auf die bis dato französische Basis im badischen Lahr.

### Zwischenfälle
- Am 3. Dezember 1955 wurde eine Bristol 170 Freighter Mk. 31M der Royal Canadian Air Force (RCAF) (Luftfahrzeugkennzeichen RCAF 9696) etwa 8 Kilometer vor dem Militärflugplatz Marville in einen im Nebel liegenden, bewaldeten Hügel geflogen. Durch diesen CFIT (Controlled flight into terrain) wurden von den 14 Insassen 7 Passagiere getötet.[1][2]

- Am 30. Dezember 1963 wurde eine Bristol 170 Freighter Mk. 31M der Royal Canadian Air Force (RCAF) (RCAF 9697) im Anflug nahe dem Militärflugplatz Marville in Bäume geflogen und stürzte ab. Bei diesem CFIT (Controlled flight into terrain) wurden von den elf Insassen (fünf Besatzungsmitglieder und sechs Passagiere) 8 getötet.[3][4]

### Nachnutzung
Zunächst nutzte die französische Armée de l’air die Base Aérienne Marville-Montmédy noch einige Zeit zu Trainingszwecken. Zwei Hangars wurden 1970 auf den Heeresflugplatz Étain-Rouvres transferiert, während die nördlichen noch bis 2002 durch das Militär genutzt wurden.
Bereits 1980 entstand auf einem anderen Teil der Liegenschaft ein Industriegebiet und es siedelte sich ein Ultraleichtflugzeug-Club an. Hin und wieder fanden auch Großveranstaltungen statt.
Der Kreis Montmédy erwarb das Gelände 2006 von französischen Staat mit dem Ziel einen zivilen Flugplatz, das Aérodrome de Montmédy-Marville, für die allgemeine Luftfahrt mit einem angeschlossenen luftfahrttechnischen Industriegebiet anzubieten. Die Ultraleichtflugzeuge nutzten einen Teil der ansonsten geschlossenen früheren Hauptlandebahn, während die Flugzeuge der allgemeinen Luftfahrt den westlichen Teil der südwestlich parallel verlaufenden Rollbahn nutzten.